# Zahnspachtel

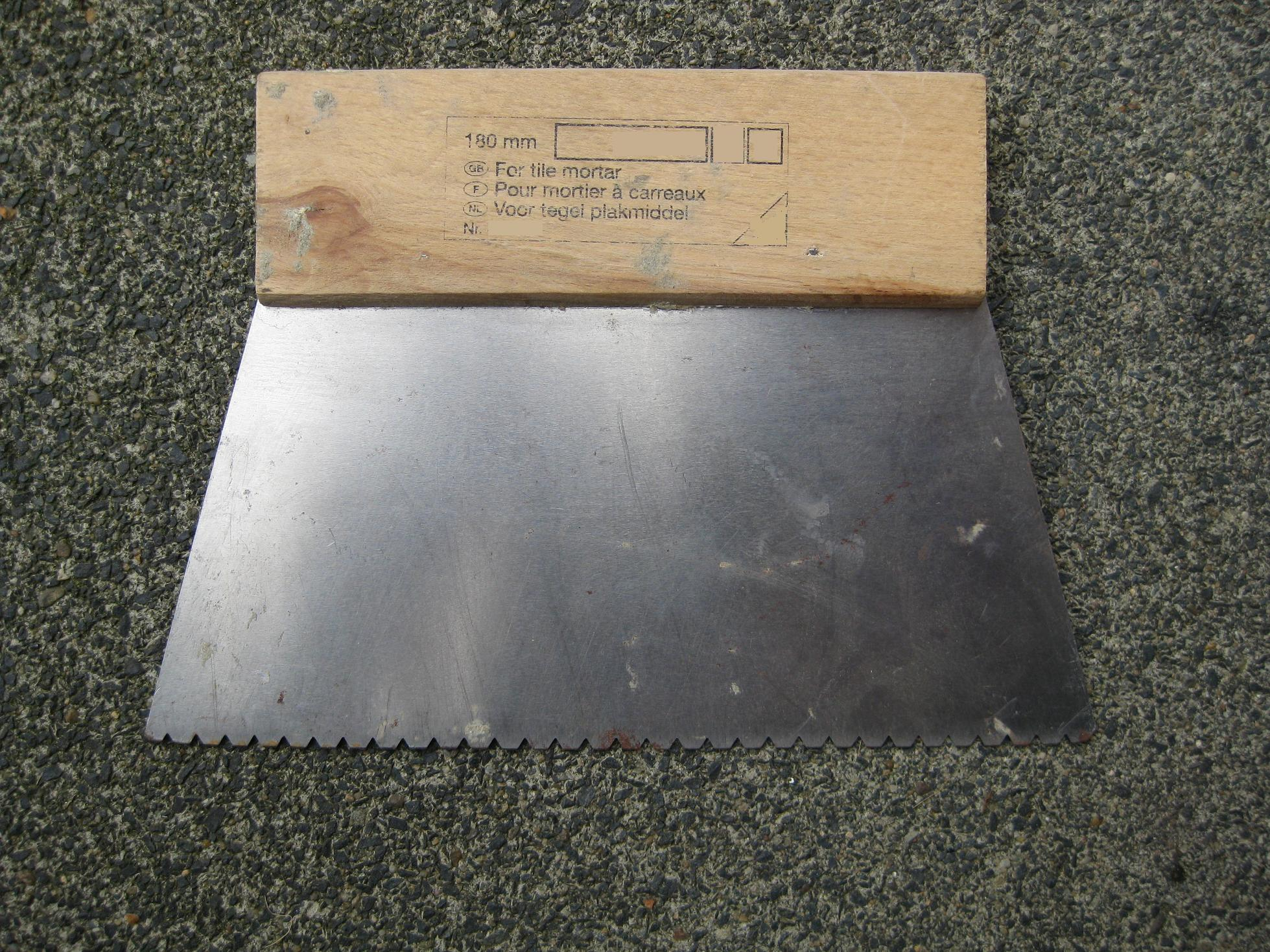
Zahnspachtel mit Holzgriff und Dreieckzahnung

Der Zahnspachtel, die Zahnkelle (Zahntraufel) oder Zahnschiene ist ein Werkzeug zum Auftragen von Klebstoff oder Dünnbettmörtel auf eine größere Fläche.
Die Zahnschiene wird zum Auftrag von Dünnbettmörtel auf Plansteine verwendet und kann auch Bestandteil eines Mörtelschlittens sein.

## Aufbau

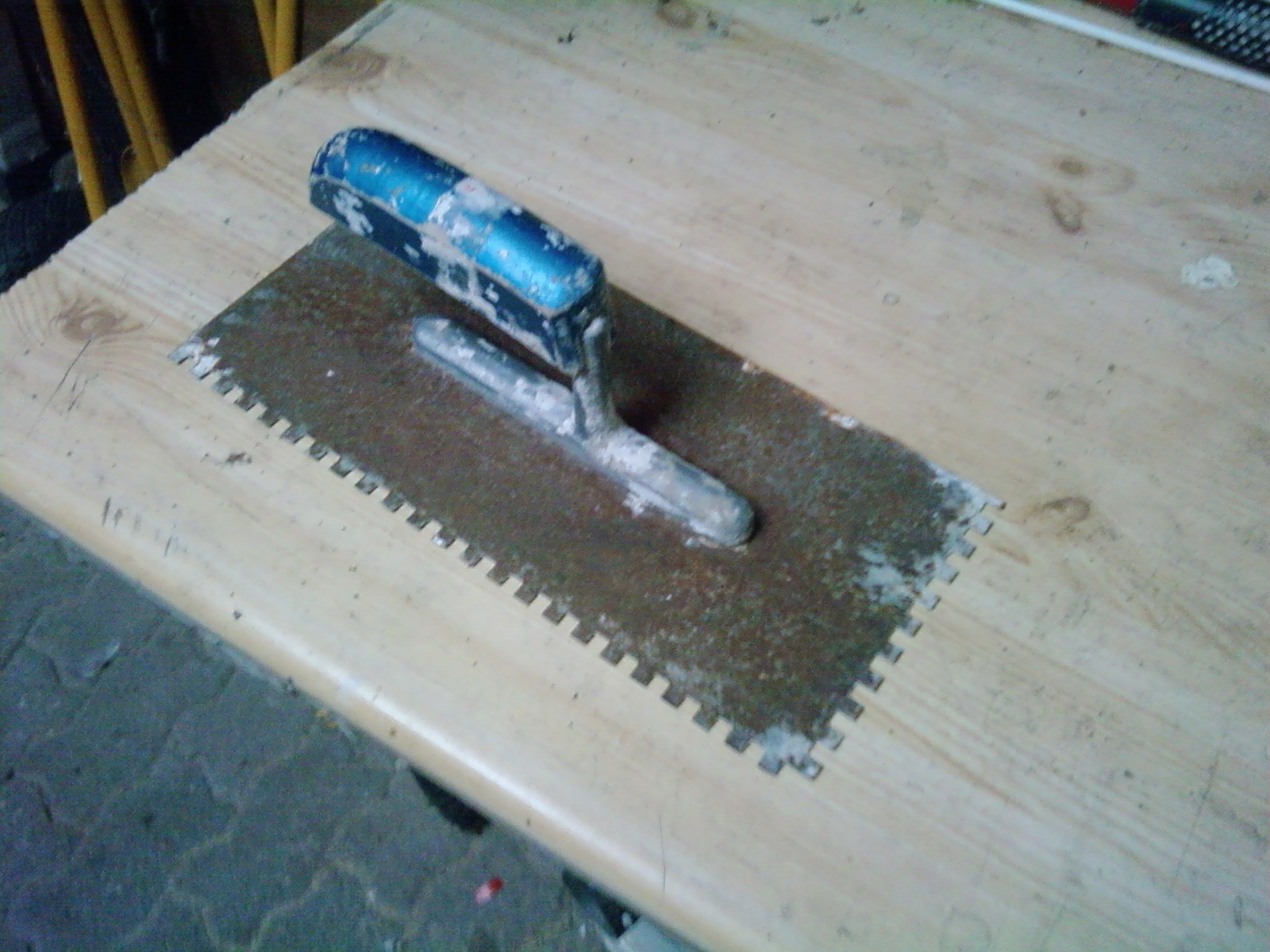
Zahnkelle mit Rechteckzahnung

Ein Zahnspachtel besteht aus einem Stahlblech, an dem eine Griffleiste aus Holz oder Kunststoff befestigt ist. Es gibt auch die Zahnkelle, bei der ein Handgriff aus Holz oder Kunststoff parallel zum Stahlblech montiert ist.
Beide Varianten weisen zumindest an einer Längsseite des Stahlbleches Kerbungen (Zahnung) auf.

## Formen der Zahnung

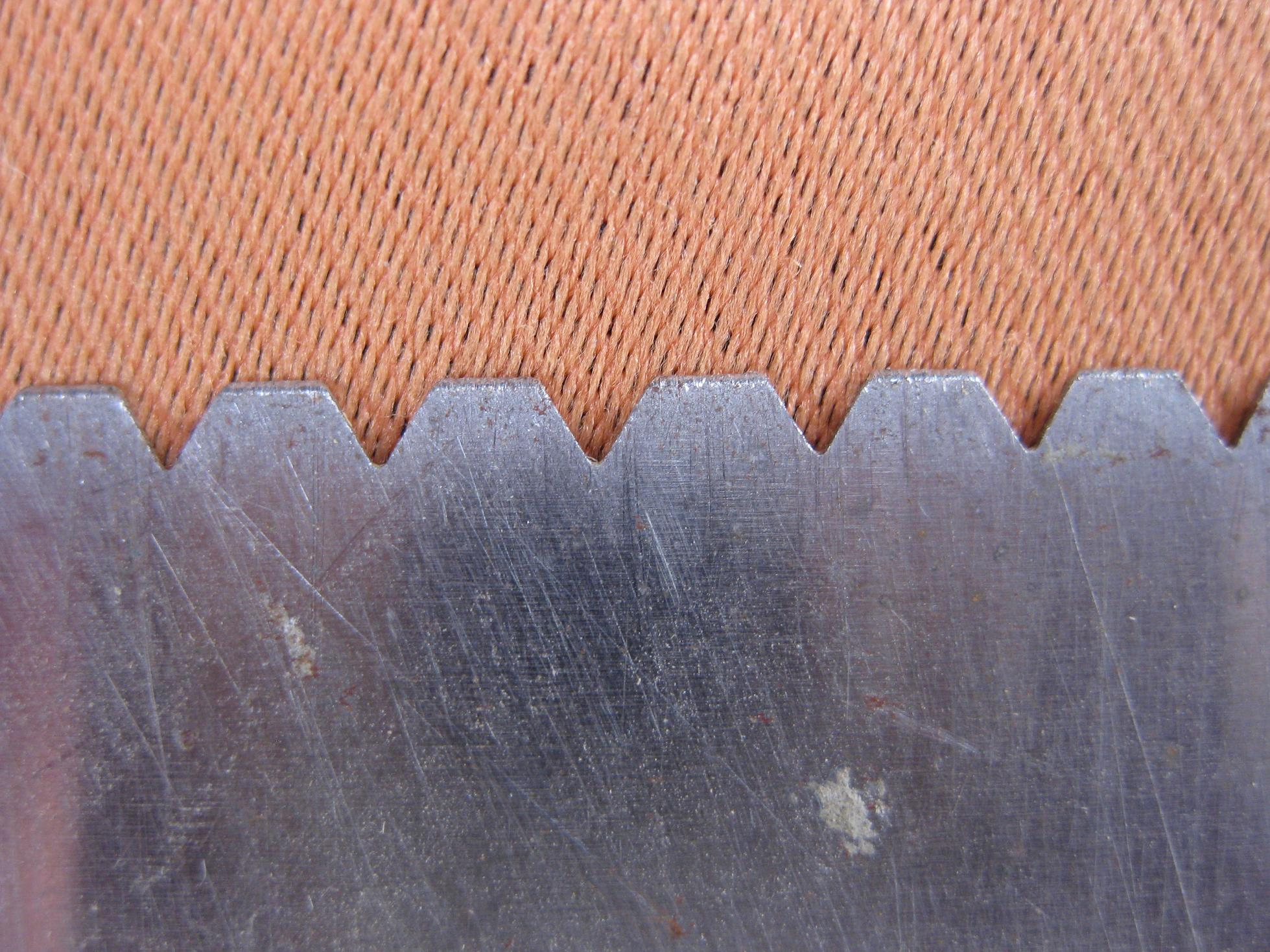
Dreieckzahnung für Fliesenkleber

Die Zahnung des Zahnspachtels kann unterschiedliche Formen aufweisen:
| Dreieck-Zahnung:      | Dreieck-Zahnung      |
| Dreieck-Spitzzahnung: | Dreieck-Spitzzahnung |
| Rechteck-Zahnung:     | Rechteck-Zahnung     |
| Rund-Zahnung:         | Rund-Zahnung         |

Zusätzlich wird für jede Zahnform nach Größe und Abstand der Zähne unterschieden. Hierüber werden Menge und Form des aufzubringenden Klebstoffes festgelegt.

## Kennzeichnung
Die Technische Kommission Bauklebstoffe (TKB) im Industrieverband Klebstoffe hat im Mai 2007 das TKB-Merkblatt 6 herausgegeben, in dem die TKB-Kurzbezeichnungen erläutert werden. Diese bestehen aus einem Buchstaben gefolgt von einer Zahl.
- A1 bis A5 und B1 bis B17 bezeichnen darin Dreieck-Zahnungen in verschiedenen Größen.
- C1 bis C5 sind Rechteck-Zahnungen,
- S1 bis S4 sind Dreieck-Spitzzahnungen,
- R1 und R2 sind spezielle Rechteck-Zahnungen,
- R3 und M1 sind Rundzahnungen.

## Verwendung

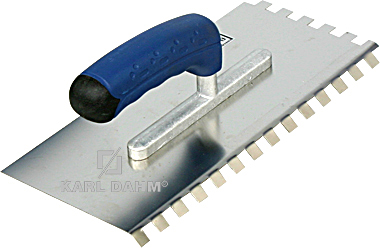
Knickzahnkelle

Mittels Zahnspachtel wird der Klebstoff in der vom Hersteller vorgeschriebenen Menge in Streifen gleichmäßig auf den Untergrund aufgetragen. Die Form und Größe des Zahnspachtels wird vom Klebstoffhersteller, je nach Untergrund und zu klebendem Material, vorgeschrieben. Hierzu findet sich beim Klebstoff eine Bezeichnung des Zahnspachtels nach TKB. Insbesondere beim Kleben von Fliesen und anderen Bodenbelägen kommt der Verwendung des korrekten Zahnspachtels eine hohe Bedeutung zu.
Eine Neuheit im Bereich der Zahnkellen ist die Knickzahnkelle. Diese wurde speziell für das Fliesenlegen entwickelt. Durch die abgeknickten Zähne an der Kelle kann man beim Auftragen des Klebers besser bestimmen, welche Menge auf den Boden aufgetragen wird. Zudem wird das Handgelenk geschont, da die Kelle beim Auftragen des Klebers nun nicht mehr ganz so schräg geführt werden muss.

### Auftragmenge
Die Auftragsmenge des Klebstoffs mit einem Zahnspachtel wird bestimmt durch
- die Dichte des Klebstoffs (u. a. Wasser- oder Lösemittelanteil),
- den Typ, d. h. die Zahnung des Zahnspachtels,
- die Abnutzung des Zahnspachtels und
- den Anstellwinkel beim Auftrag.

So sind unterschiedliche Auftragsmengen von 500 g/m² bei A1-Zahnung und 1600 g/m² bei S1 möglich. (90° Anstellwinkel / Dichte 1,0 g/cm³)